# Representaciones alegóricas del Uruguay

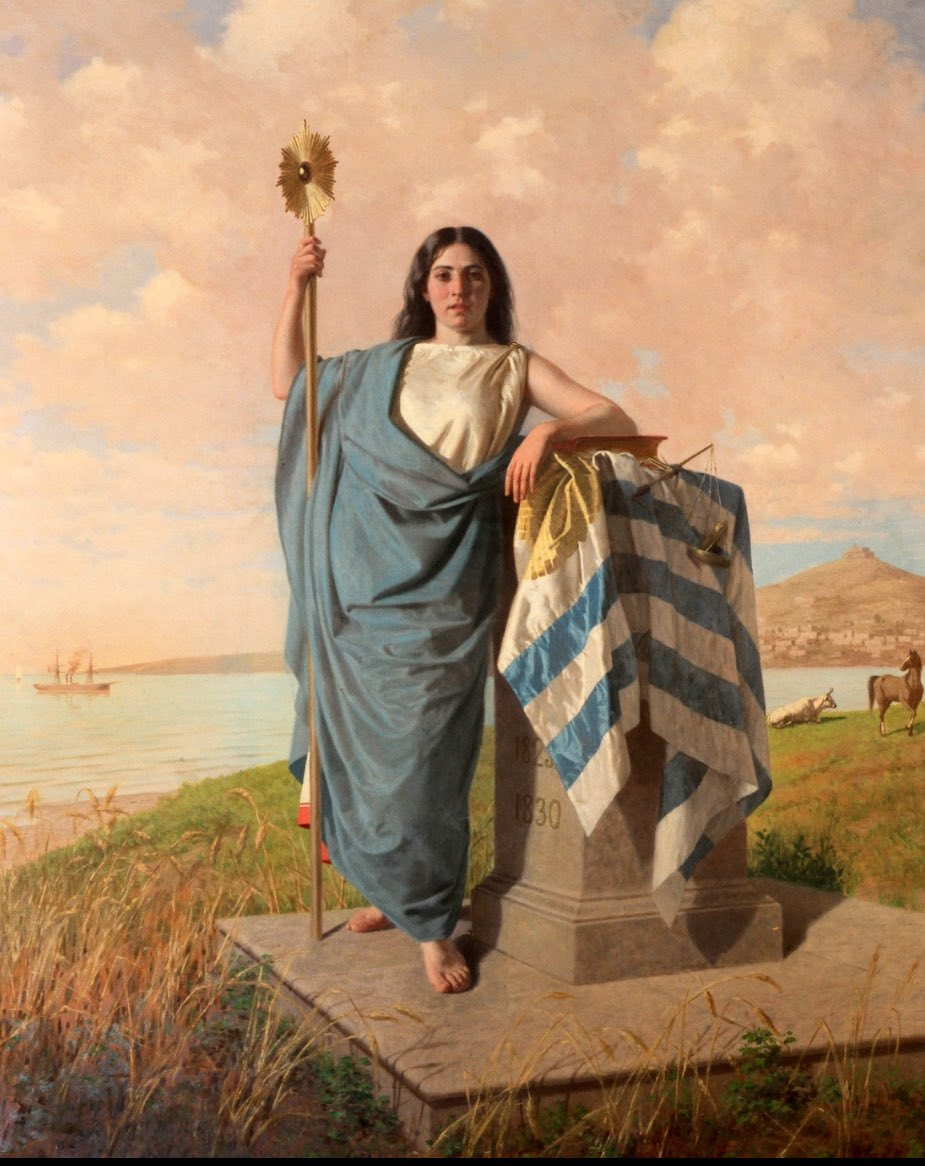
"El Altar de la Patria", obra de Juan Manuel Blanes.

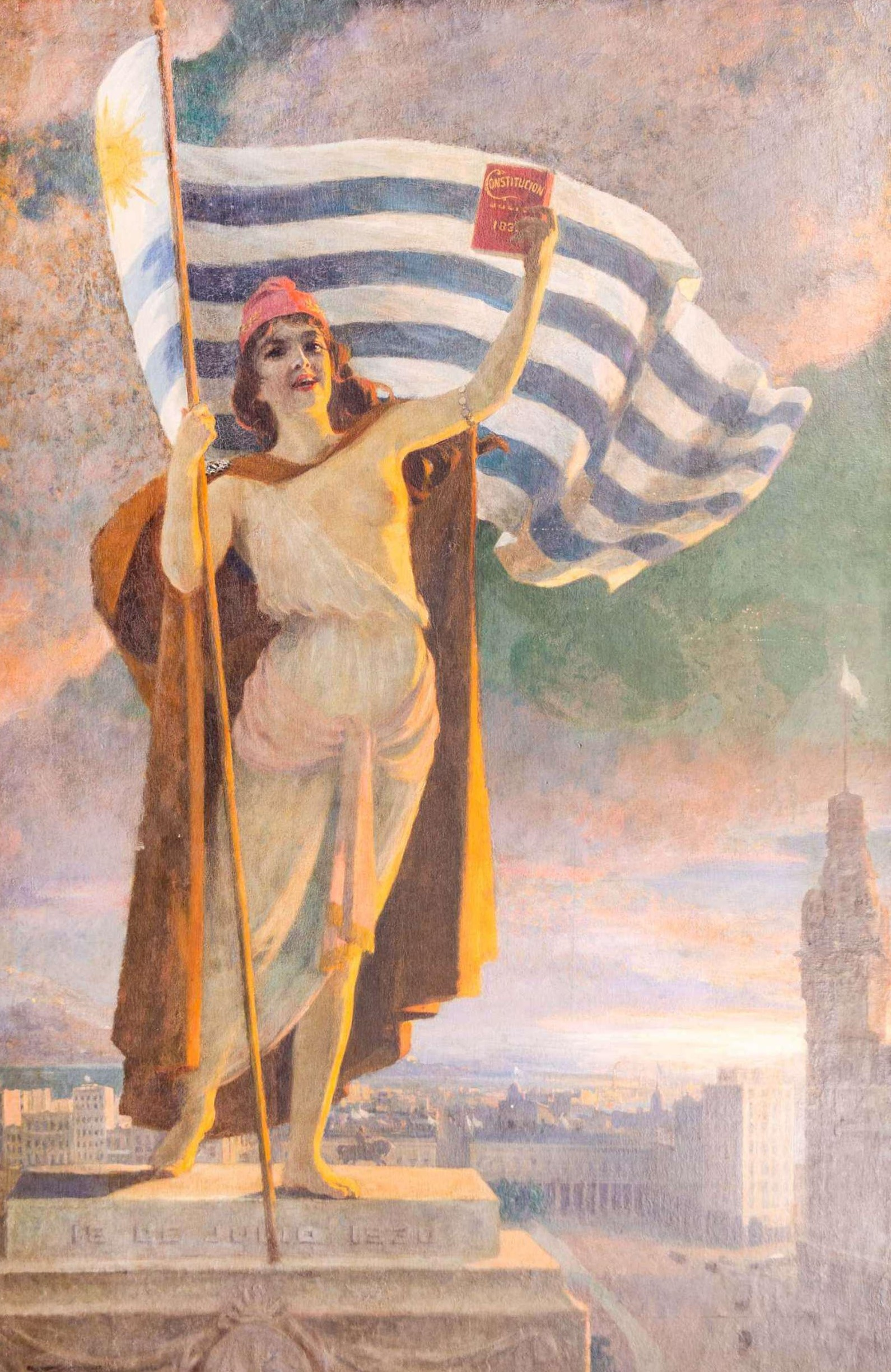
Alegoría por Manuel Barthold (1930).

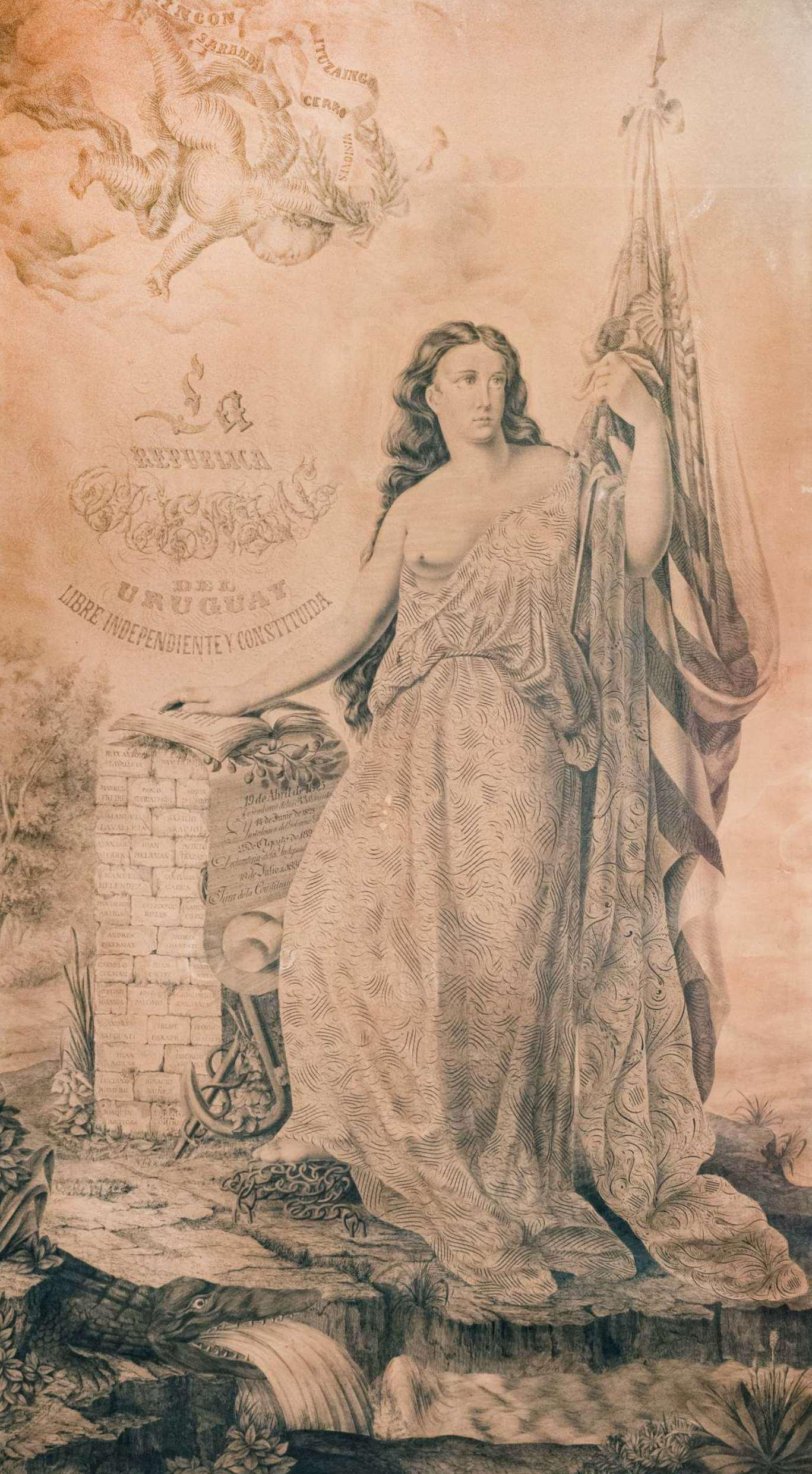
"La República Oriental del Uruguay, Libre, Independiente y Constituida" obra de Pablo Nin y González, 1867.

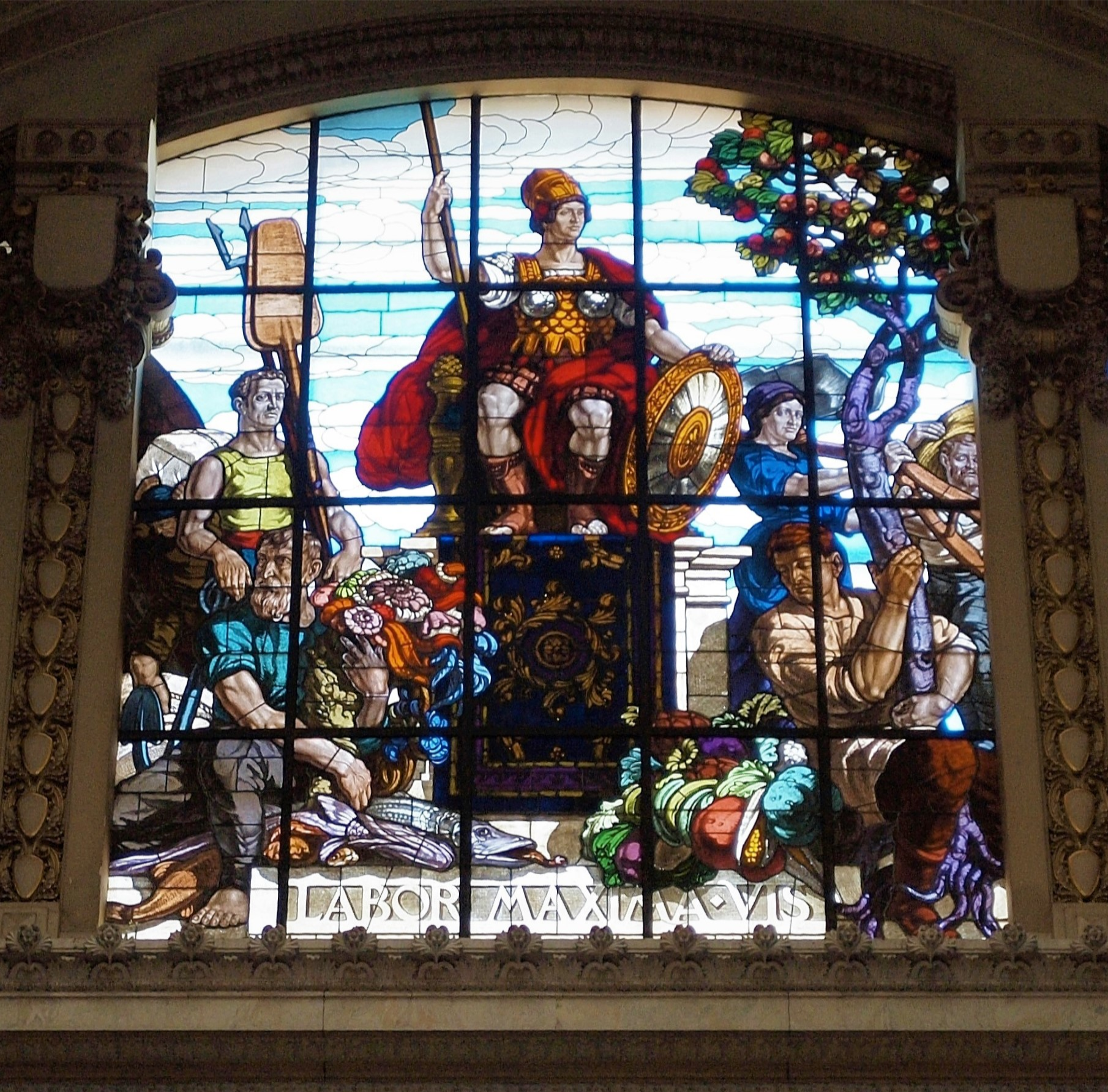
Personificación de la República en el Salón de los Pasos Perdidos del Palacio Legislativo, obra de Giovanni Buffa.

Las representaciones alegóricas del Uruguay, también llamadas Efigie de la República, son las variadas personificaciones nacionales que han sido utilizadas en el arte y la numismática a lo largo del siglo XIX y el siglo XX para representar a la República Oriental del Uruguay de manera simbólica y antropomorfizada. No se trata de una única personificación con nombre propio y características definidas ―como en otros países―, sino que comprende distintas representaciones varían de acuerdo al autor y al momento histórico.
Usualmente se la representa como una mujer, de aspecto juvenil y cabello castaño, en ocasiones portando un gorro frigio y rodeada de los símbolos patrios de Uruguay, las representaciones son generalmente inspiradas en la Marianne francesa y otras personificaciones nacionales europeas.

## Historia
Luego de la independencia de Uruguay, entre los años 1830 y 1930, ―antes de que la imagen de José Artigas se convirtiera, junto a la bandera y al escudo, en los principales símbolos para representar al país―, la figura femenina de una diosa con toga y gorro frigio fue el ícono que simbolizaba a la República Oriental de Uruguay, libre y constituida. La alegoría se inspiró en imágenes originadas en Atenas y Roma durante la Antigüedad, que se resignificaron durante la revolución en Francia y en los Estados Unidos y adquirieron variaciones en varias repúblicas americanas así como también en Uruguay. 
La personificación de la República representó en distintos contextos a la libertad y a la independencia, a la nación reclamando por su soberanía, al pueblo reivindicando sus derechos, al régimen político, al gobierno, a cada partido, como forma de propaganda o de crítica, en representaciones solemnes o en caricaturas satíricas.
Posteriormente con la entrada del siglo XX fue quedando progresivamente en desuso en pos de otros símbolos, siendo principalmente reemplazada por el incipiente culto a la personalidad de José Artigas, cuya imagen ―de manera póstuma― tomó su lugar en sellos, billetes, monedas, estatuas y edificios públicos.

## Escultura

Representaciones en la escultura
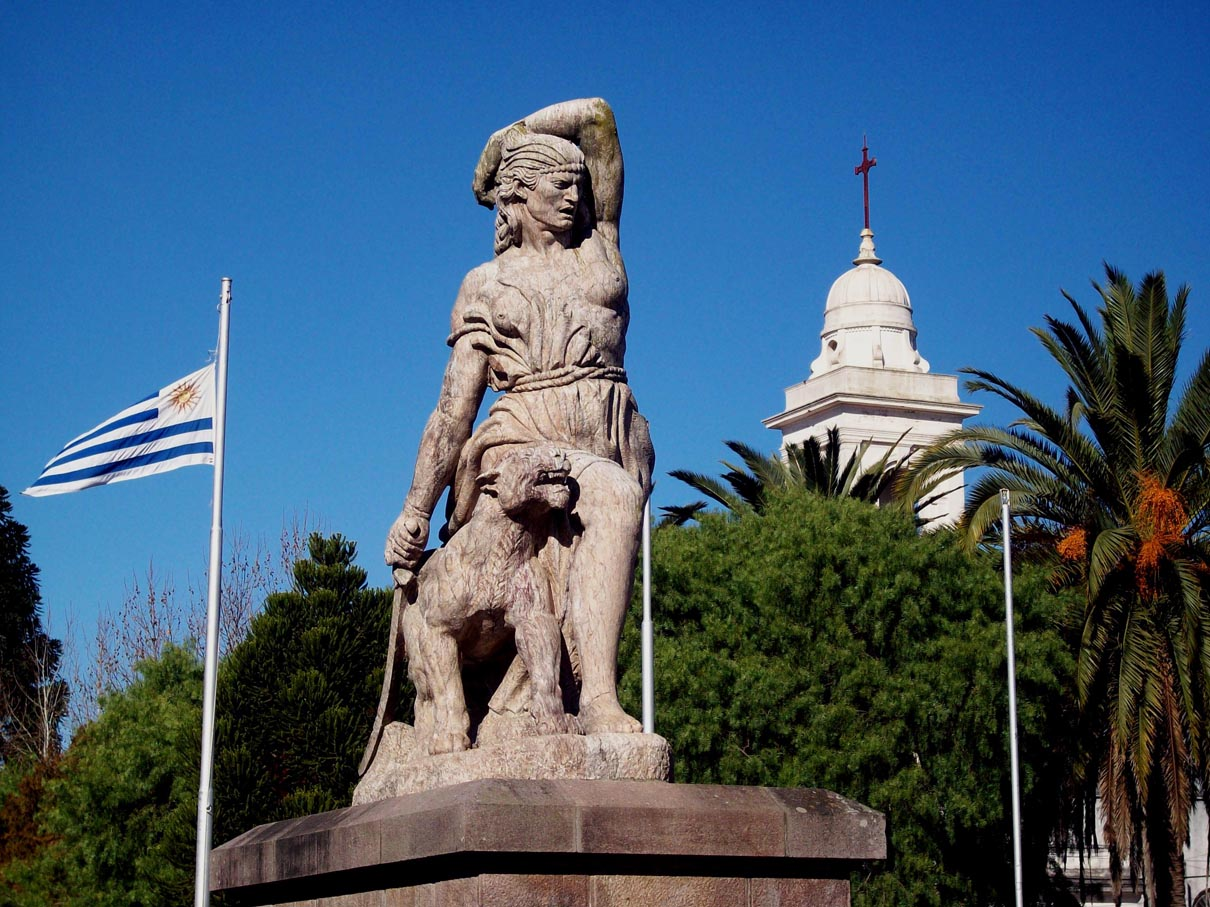
Monumento a la Batalla de Sarandí de Juan Zorrilla de San Martín, Sarandí Grande.
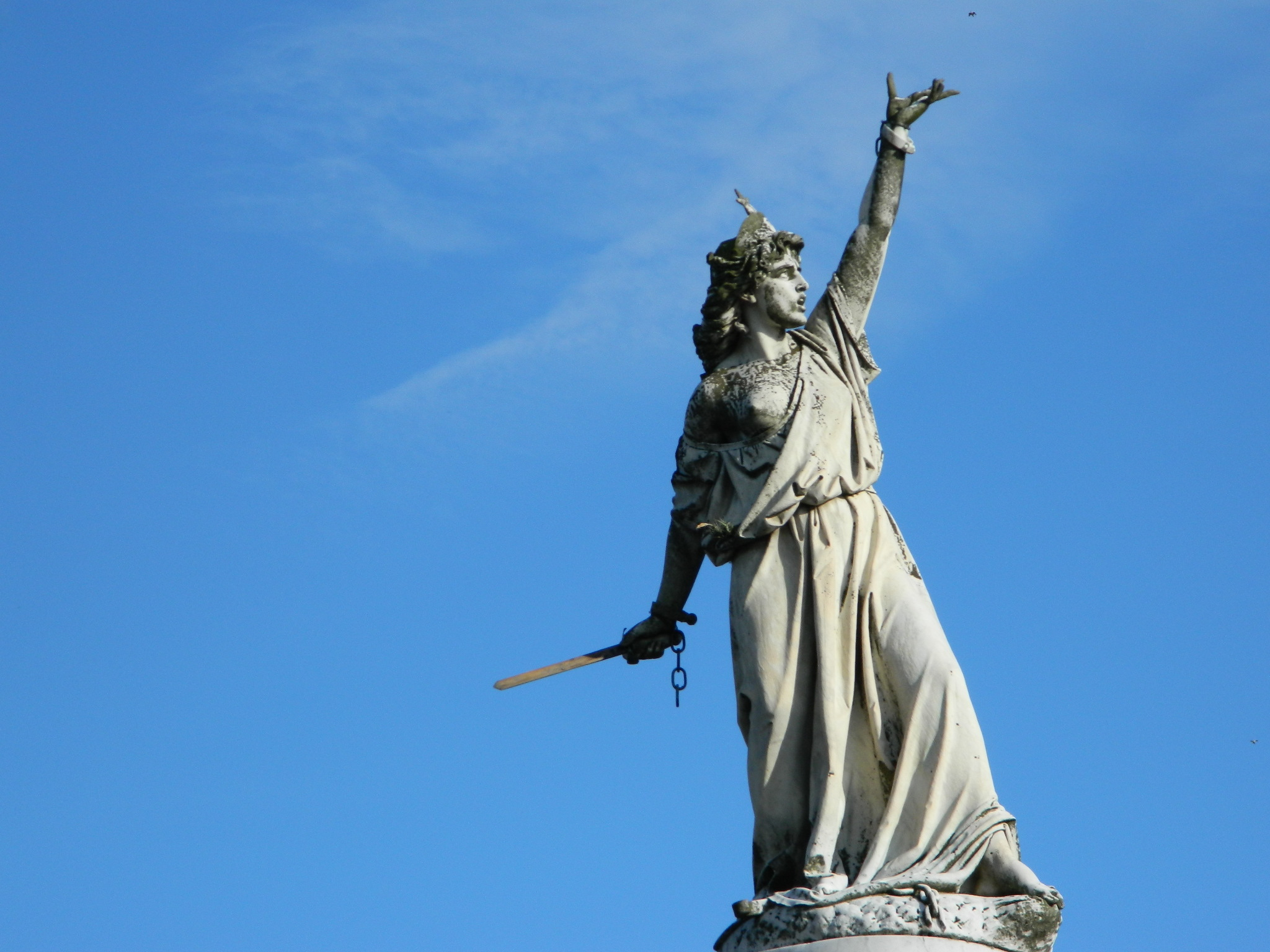
Monumento a la Independencia, Florida.
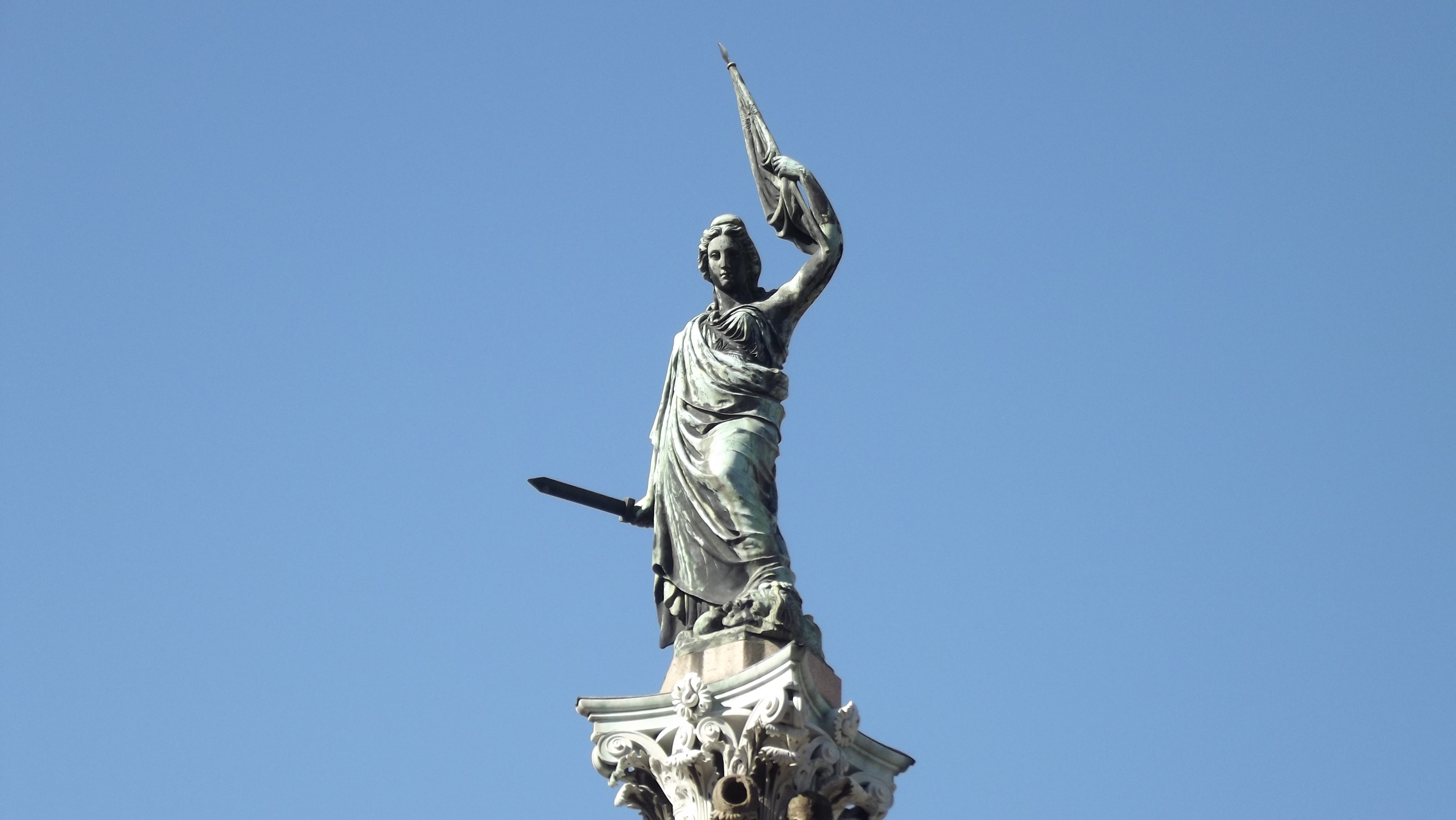
Plaza Cagancha, Montevideo.
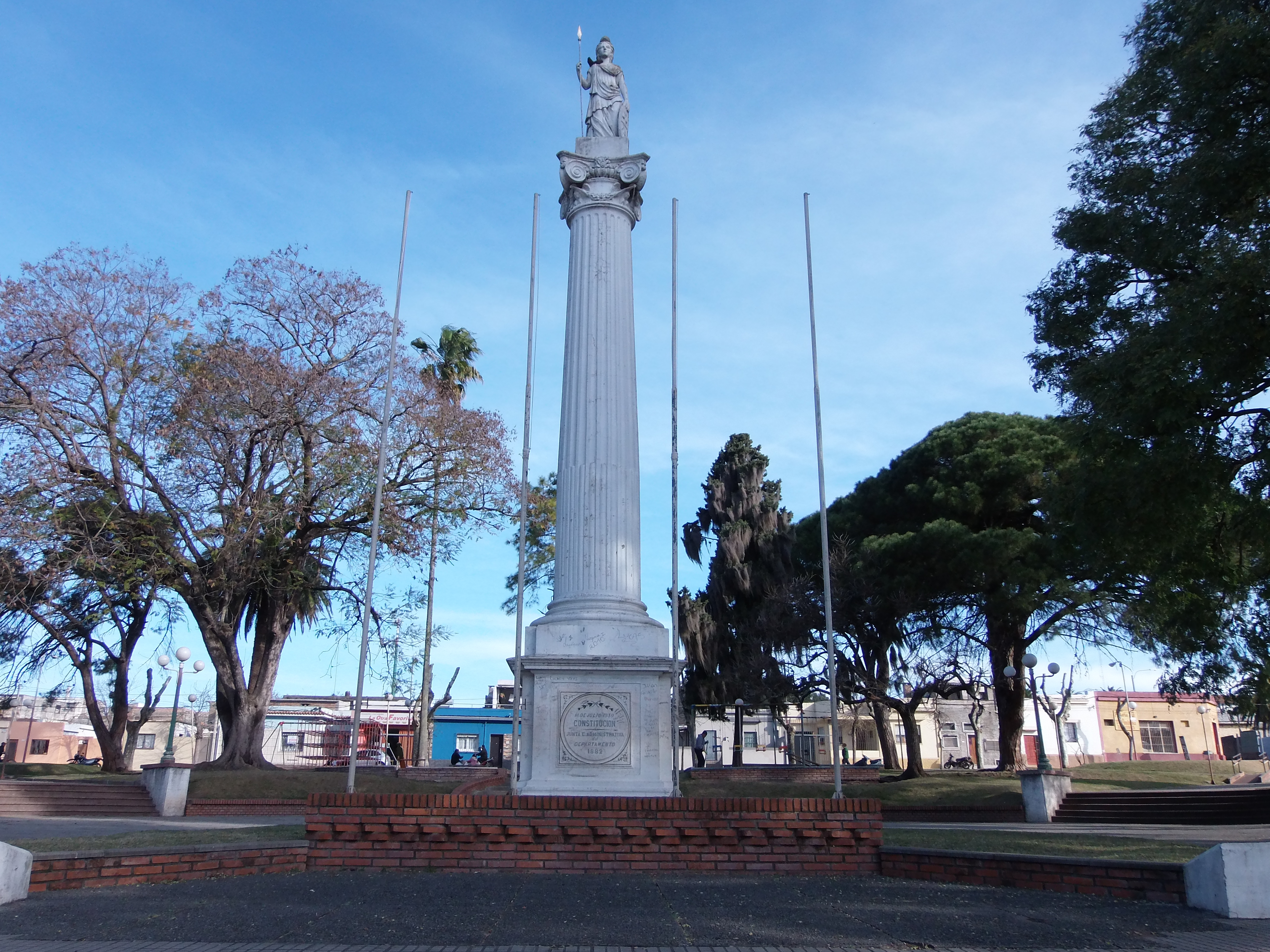
Monumento a la República, Mercedes.
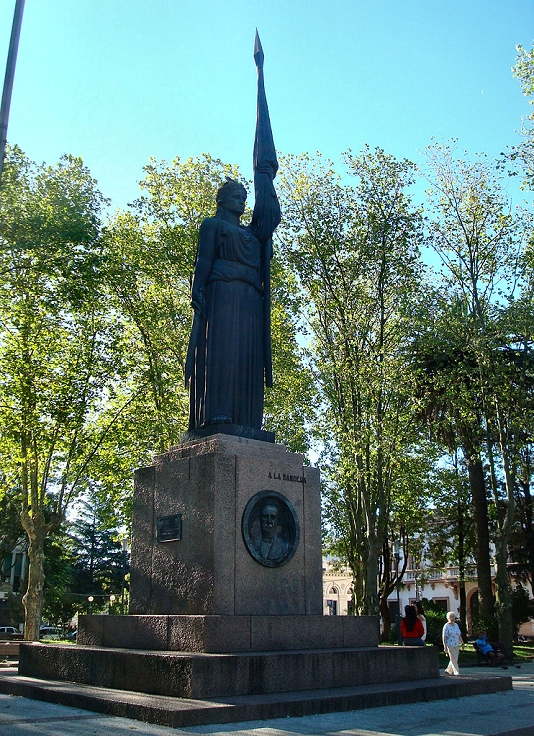
Monumento a la Bandera, Canelones.

### Palacio Legislativo
El frontón del Palacio Legislativo presenta una Alegoría de la República en su centro, con el escudo nacional a sus pies y rodeada de figuras alegóricas relativas al trabajo y la riqueza nacional, remite a las composiciones imperantes en los tímpanos de los templos clásicos a la vez que sintetiza el concepto de nación que se busca exaltar.

### Monumento a la Independencia
Inaugurado el 18 de mayo de 1879, obra del escultor italiano Juan Ferrari, personifica a la Patria sobre un pedestal de mármol de carrara en el momento de la independencia, con grilletes y cadenas rotas sostiene una espada con su mano derecha mientras levanta la izquierda al cielo. Coronada con una estrella de cinco puntos suigere que el escultor se habría inspirado para la obra en la Italia Turrita.

### Monumento a la Batalla de Sarandí
Ubicado en la ciudad de Sarandí Grande. Es una obra del escultor uruguayo José Luis Zorrilla de San Martín. Es realizado en piedra arenisca sobre base de granito.
Está representada por una mujer indígena que representa a la patria, en actitud de guerra, semi parada en movimiento de avance, levanta el brazo izquierdo sobre la cabeza; en la mano derecha lleva una armadura. Completa el conjunto de la obra un puma que va a su lado acompañando el movimiento de la figura principal.

## Galería

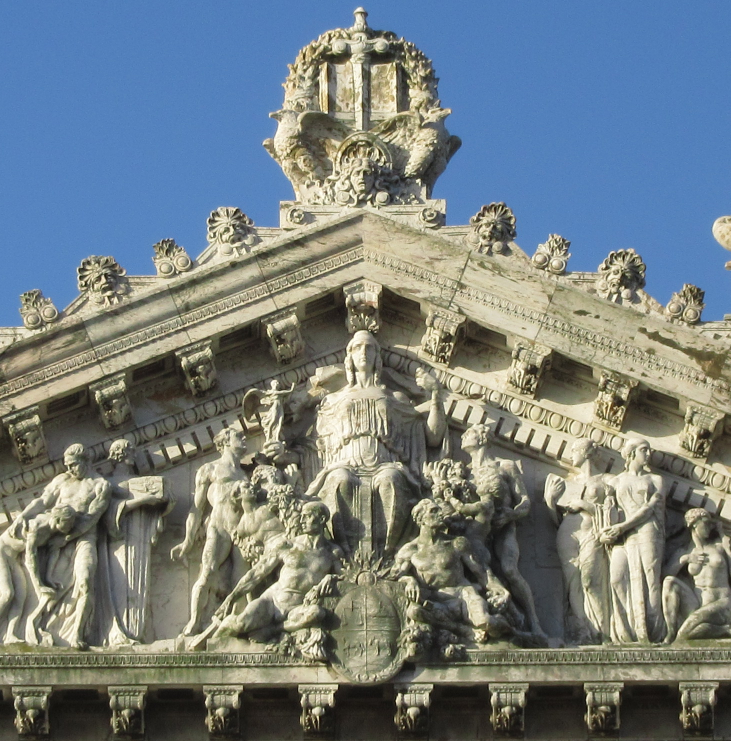
Frontón del Palacio Legislativo.
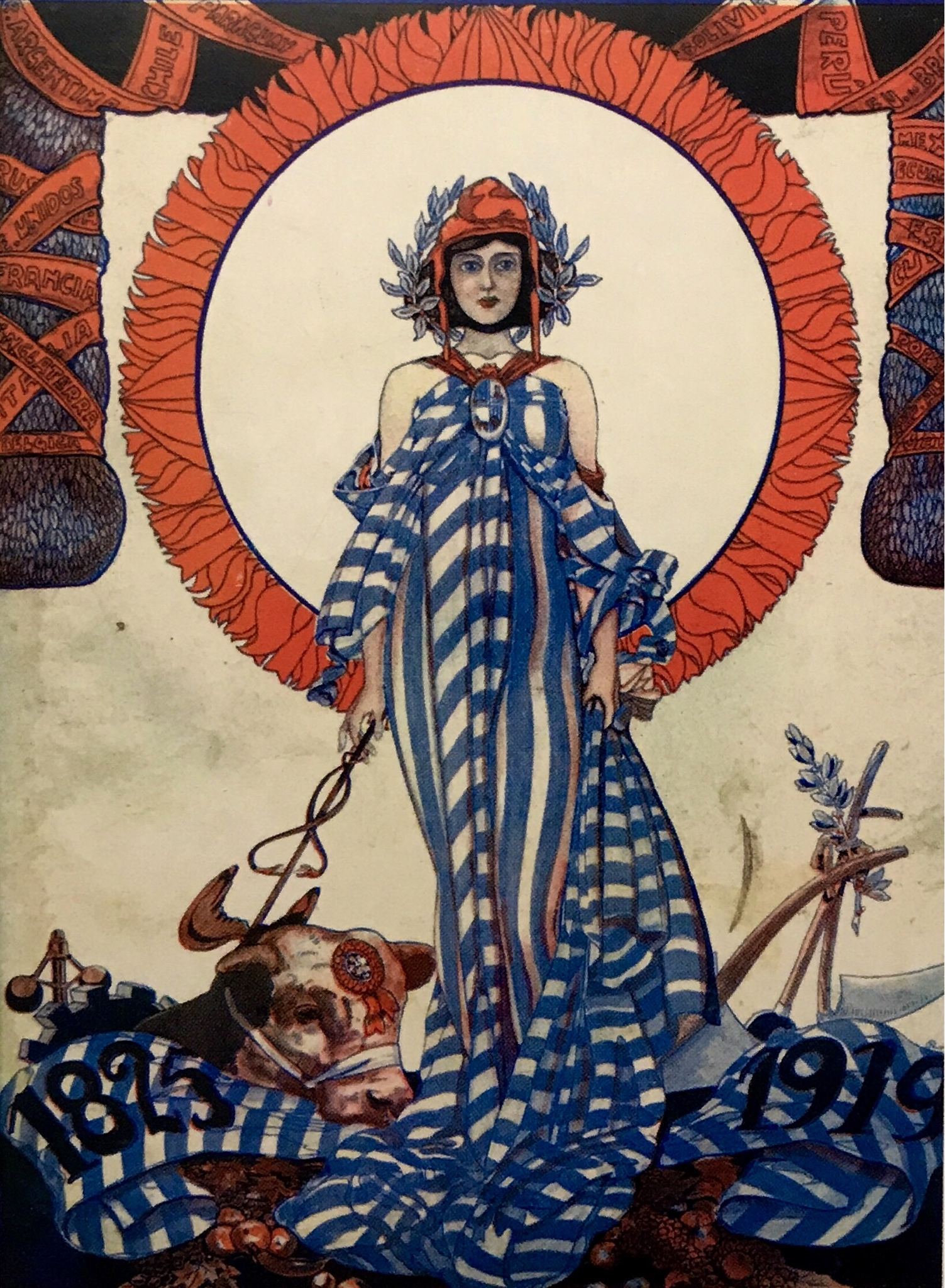
Afiche Art Decó conmemorativo del Día de la Independencia, revista Mundo Uruguayo, 1919.
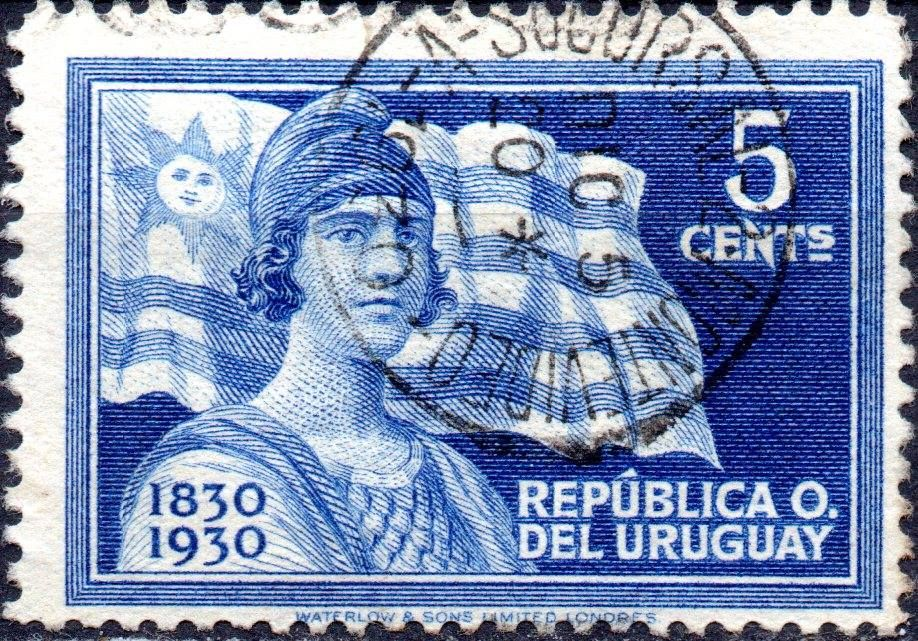
Sello conmemorativo del Centenario de 1930.
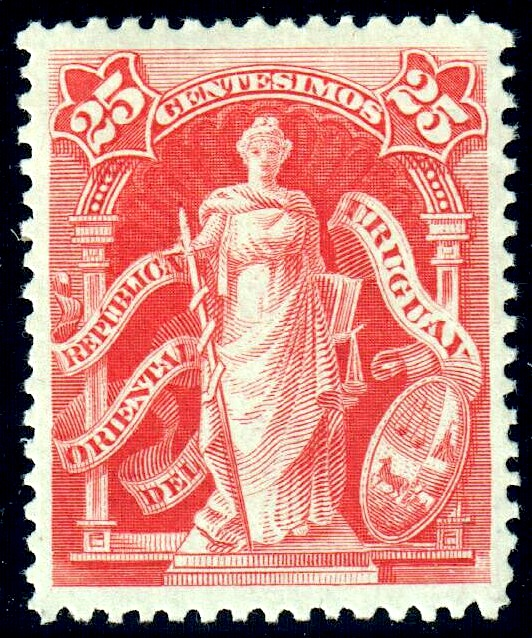
Estampilla postal de 1894.
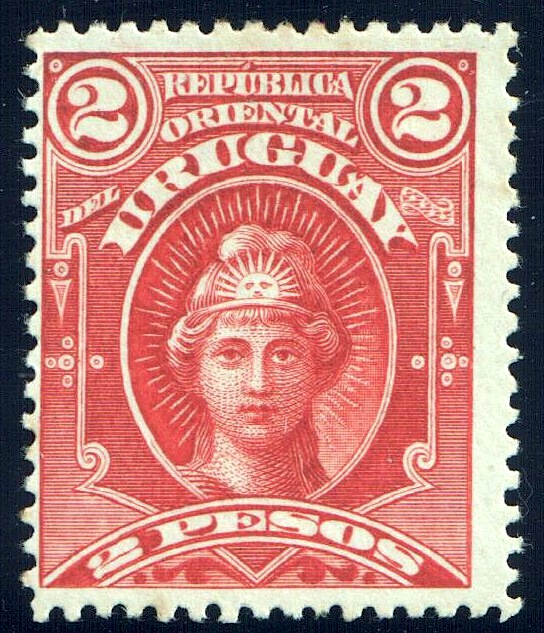
Estampilla postal de 1894.
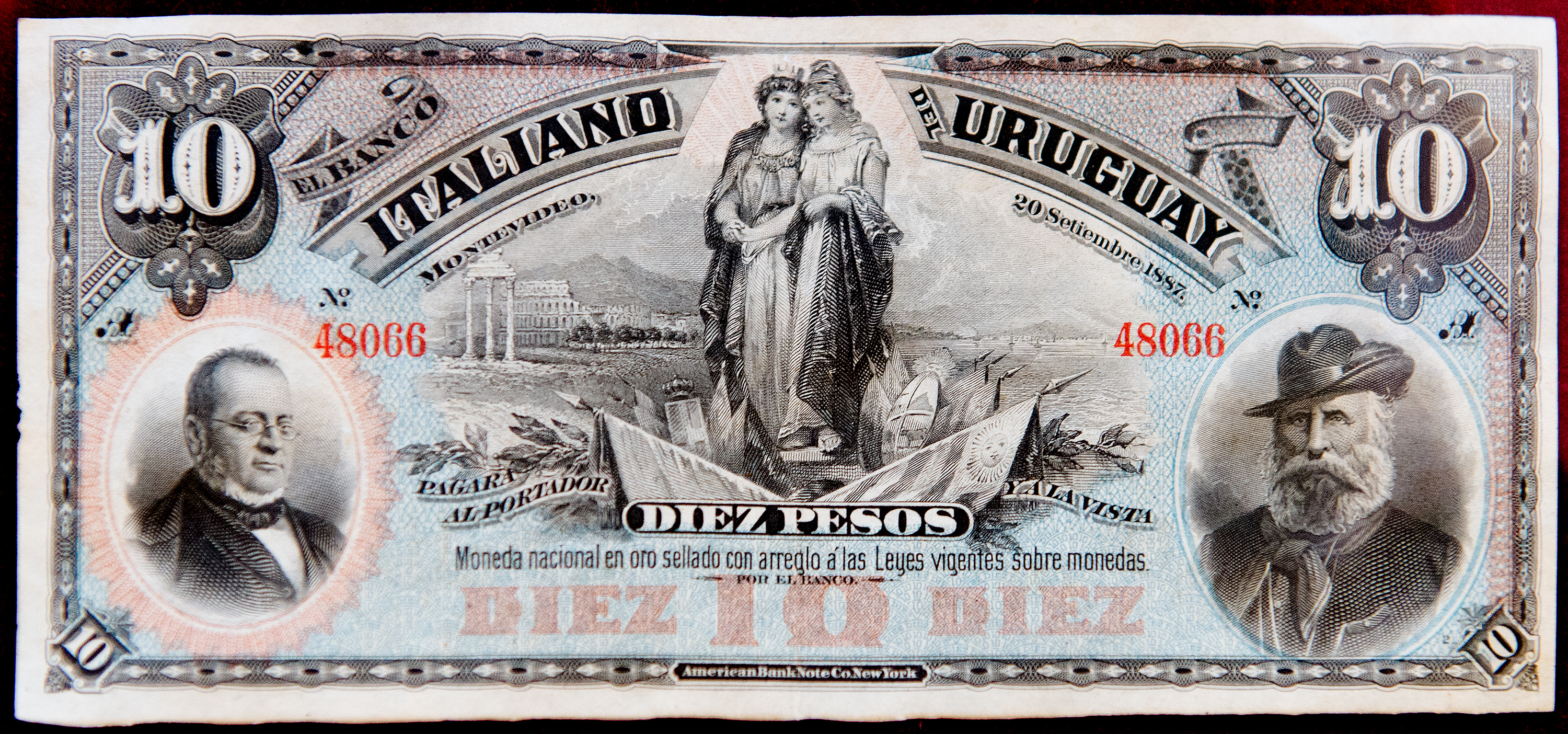
Billete del Banco Italiano del Uruguay muestra a la Alegoría de Uruguay y a la Italia Turrita en un abrazo, 1887.
Billete de 1 peso de 1896.
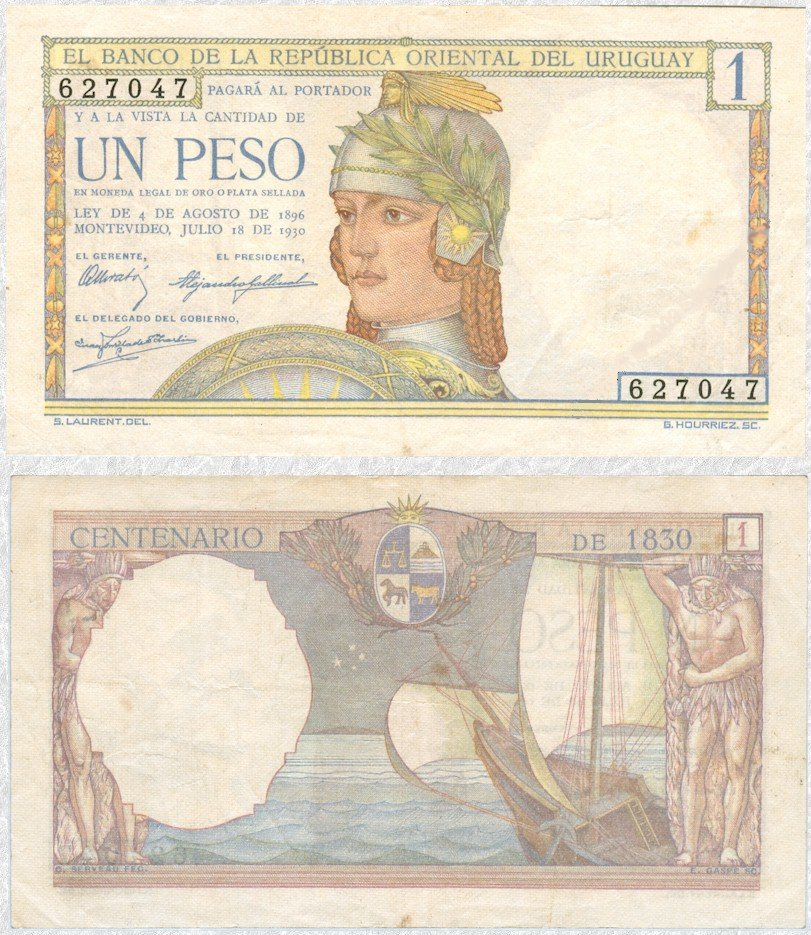
Billete de 1 peso de 1930.